# Zouk Mosbeh
Zouk Mosbeh (arabe : ذوق مصبح) est un village libanais situé dans le caza du Kesrouan au Mont-Liban au Liban. La population est presque exclusivement chrétienne de rite Maronite. Il est situé à 12 km de Beyrouth la capitale du Liban. Zouk Mosbeh est une ville riche en verdure et contient beaucoup de restaurants et de magasins en tout genre.
Zouk Mosbeh héberge l'université Notre-Dame-de-Louaizé, l'école Notre-Dame-de-Louaizé et le couvent Notre-Dame-de-Louaizé, maison généraliste de l'Ordre mariamite maronite.
Dans ce dernier couvent s'est tenu, en 1736, un synode libanais maronite qui a ordonné l'enseignement obligatoire et gratuit pour tous les garçons et les filles du Mont-Liban.
Zouk Mosbeh est également connu pour sa grotte appelée « La Grotte du Roi », pour son couvent du Christ-Roi, et pour le siège de l'Association pour la protection du patrimoine libanais. 